# Kalif Young
Kalif Karl Young (Toronto, 5 aprile 1997) è un cestista canadese.

## Carriera

### Nazionale
Nel 2022 ha partecipato, con la nazionale canadese, ai Campionati americani, conclusi al quarto posto finale.

## Palmarès

### Club
- CEBL: 1

Scarborough Shooting Stars: 2023